# KAMAKURA
『KAMAKURA』（カマクラ）は、サザンオールスターズの8作目のオリジナル・アルバム。1985年9月14日にレコードとCDとカセットで発売。発売元はタイシタレーベル。
ジャケット表記や一部メディアなどは、『kamakura』として表記されている。
1998年5月22日と2008年12月3日にはCD版が再発売されている。また、2014年12月17日からはダウンロード配信、2019年12月20日からはストリーミング配信が開始されている。

## 背景・制作
グループ初の2枚組のオリジナル・アルバム。総レコーディング時間は1,800時間を費やしている。
2枚組になったことについては、当初は普通に1枚のアルバムを作る予定だったものの、制作していくうちに桑田が作る曲が増えてきてしまい、それらの楽曲をすべて収録したいという意向で2枚組としてリリースすることとなり、このアルバムの制作でサザンとしてできる事を当時の時点ですべてやりつくしてしまったというエンジニア・マニピュレーター側の見解と、本作のコンセプトがそもそも2枚組であり、メンバーの構想として2枚組として出す考えが何となくあったという桑田や識者による見解が存在している。
タイトルは鎌倉を撮影で一泊した際に浮かんだものであることが語られている。

## 音楽性
音楽的には、当時出始めたサンプラーやデジタル・シンセサイザー、ドラムマシンなどが多く使用されている。これら電子楽器やプログラミングの担当として、YMOのアシスタントを務めた藤井丈司が参加している。

## プロモーション
「国民待望の2枚組」という触れ込みで発売され、CMには明石家さんまが出演した。さんまは、サザンの楽曲「メロディ (Melody)」を口パクで歌っており、そのCMを見た人のほとんどが「メロディ (Melody)」をさんまの歌だと思っていた、という逸話は有名であり、さんまの持ちネタの1つでもある。さんまの出演のきっかけは大阪の業界人が集まる飲み屋に桑田やさんまが足を運んでおり、この場で桑田とさんまは交流を深めるようになった。その後に本作の宣伝用CMを作る際に桑田はさんまに出演を頼み、さんまも承諾したという。本作のCMは、2004年にDVD『ベストヒットUSAS (Ultra Southern All Stars)』に収録されている。

## リリース
前述の通りレコーディングが長引いたことにより、発売が当初の予定より半年ほど延びたことが語られている。
1985年10月21日には、ステッカーや1986年度のカレンダーなどとLP版がセットとなった『1986 KAMAKURA BOX』も発売されている。
1998年の再発盤の初回限定盤は、オリジナルLP復刻ジャケット（いわゆる紙ジャケット）仕様で、当時テレビ朝日アナウンサーの辻よしなりによるライナーノーツが封入されている。
本作発表以降、バンド活動は休止状態となり、桑田や松田弘が参加したKUWATA BANDなど、各メンバーはソロ活動に移行する。

### 再発売
- 1998年5月22日（CD）VICL-60218〜9
- 2008年12月3日（CD）VICL-63308〜9 リマスタリング
- 2024年12月4日（ダウンロード・ストリーミング）リマスタリング

## 批評・チャート成績
音楽プロデューサーの小室哲哉は本作に衝撃を受けたことを公言しており、「けっこうハイテクで、テクノロジーを駆使したアルバム。ちゃんとしたセールスの中で、セールスを考えた中での実験だったと思うから、いいバランスだと思ったんですよ。こういうことやれるのはサザンしかいないなと思ってたし、マーケットを考えてもね。だからすごい羨ましかった。」と評価している。
サザンや桑田のソロ作品のサポートメンバーとして参加したことがあるパーカショニストのはたけやま裕はサザンの中で一番好きなアルバムとして挙げ、「時代を超越している傑作」と評価している。
オリコンによる本作の累計売上枚数は95.3万枚を記録している。

## 受賞歴
| 年     | 音楽賞                 | 結果           | 出典  |
| ------ | ---------------------- | -------------- | ----- |
| 1985年 | 第27回日本レコード大賞 | 優秀アルバム賞 | [ 5 ] |

## 収録曲
- 初回限定盤（再発盤）・通常盤共通収録。既発曲の解説は各収録作品を参照のこと。

| #         | タイトル                                | 作詞      | 作曲      | 編曲                                 | 時間  |
| --------- | --------------------------------------- | --------- | --------- | ------------------------------------ | ----- |
| 1.        | 「Computer Children」                   | 桑田佳祐  | 桑田佳祐  | サザンオールスターズ 藤井丈司        | 6:12  |
| 2.        | 「真昼の情景 (このせまい野原いっぱい)」 | 桑田佳祐  | 桑田佳祐  | サザンオールスターズ 藤井丈司 大谷幸 | 3:30  |
| 3.        | 「古戦場で濡れん坊は昭和のHero」        | 桑田佳祐  | 桑田佳祐  | サザンオールスターズ                 | 4:09  |
| 4.        | 「愛する女性とのすれ違い」              | 桑田佳祐  | 桑田佳祐  | サザンオールスターズ 藤井丈司        | 4:01  |
| 5.        | 「死体置場でロマンスを」                | 桑田佳祐  | 桑田佳祐  | サザンオールスターズ 大谷幸          | 3:59  |
| 合計時間: | 合計時間:                               | 合計時間: | 合計時間: | 合計時間:                            | 21:51 |

| #         | タイトル                       | 作詞      | 作曲      | 編曲                                             | 時間  |
| --------- | ------------------------------ | --------- | --------- | ------------------------------------------------ | ----- |
| 1.        | 「欲しくて欲しくてたまらない」 | 桑田佳祐  | 桑田佳祐  | サザンオールスターズ 藤井丈司                    | 4:31  |
| 2.        | 「Happy Birthday」             | 桑田佳祐  | 桑田佳祐  | サザンオールスターズ 藤井丈司                    | 4:42  |
| 3.        | 「メロディ (Melody)」          | 桑田佳祐  | 桑田佳祐  | サザンオールスターズ                             | 5:05  |
| 4.        | 「吉田拓郎の唄」               | 桑田佳祐  | 桑田佳祐  | サザンオールスターズ 藤井丈司 新田一郎（管編曲） | 4:14  |
| 5.        | 「鎌倉物語」                   | 桑田佳祐  | 桑田佳祐  | サザンオールスターズ 大谷幸（弦編曲）            | 3:55  |
| 合計時間: | 合計時間:                      | 合計時間: | 合計時間: | 合計時間:                                        | 22:27 |

| #         | タイトル                            | 作詞      | 作曲               | 編曲                                             | 時間  |
| --------- | ----------------------------------- | --------- | ------------------ | ------------------------------------------------ | ----- |
| 1.        | 「顔」                              | 桑田佳祐  | 桑田佳祐           | サザンオールスターズ 藤井丈司                    | 3:38  |
| 2.        | 「Bye Bye My Love (U are the one)」 | 桑田佳祐  | 桑田佳祐           | サザンオールスターズ リアル・フィッシュ          | 4:45  |
| 3.        | 「Brown Cherry」                    | 桑田佳祐  | 桑田佳祐           | サザンオールスターズ 藤井丈司 新田一郎（管編曲） | 4:08  |
| 4.        | 「Please!」                         | 桑田佳祐  | 桑田佳祐           | サザンオールスターズ 原田末秋                    | 5:49  |
| 5.        | 「星空のビリー・ホリデイ」          | 桑田佳祐  | 桑田佳祐、八木正生 | 八木正生                                         | 3:59  |
| 合計時間: | 合計時間:                           | 合計時間: | 合計時間:          | 合計時間:                                        | 22:19 |

| #         | タイトル                                   | 作詞      | 作曲      | 編曲                          | 時間  |
| --------- | ------------------------------------------ | --------- | --------- | ----------------------------- | ----- |
| 1.        | 「最後の日射病」                           | 関口和之  | 関口和之  | サザンオールスターズ 大谷幸   | 4:18  |
| 2.        | 「夕陽に別れを告げて 〜 メリーゴーランド」 | 桑田佳祐  | 桑田佳祐  | サザンオールスターズ 大谷幸   | 4:45  |
| 3.        | 「怪物君の空」                             | 桑田佳祐  | 桑田佳祐  | サザンオールスターズ 藤井丈司 | 5:09  |
| 4.        | 「Long-haired Lady」                       | 桑田佳祐  | 桑田佳祐  | サザンオールスターズ 八木正生 | 3:38  |
| 5.        | 「悲しみはメリーゴーランド」               | 桑田佳祐  | 桑田佳祐  | サザンオールスターズ 大谷幸   | 2:35  |
| 合計時間: | 合計時間:                                  | 合計時間: | 合計時間: | 合計時間:                     | 20:25 |

### Disc 1
1. Computer Children
富士通テレホン CMソング。
歌詞の内容は当時テレビゲームやコンピュータばかりを弄り外で遊ぶことが少なくなった子供たちへの揶揄になっている[2]。
歌詞カードには「“Computer Children”は、スクラッチ、不規則なリズムなどの各種のEffect、処理が行われています。未体験のサザン・サウンドをお楽しみください。」という説明書きがある[16]。
2. 真昼の情景 (このせまい野原いっぱい)
アフリカ色の強いアレンジである[16]。
副題の「このせまい野原いっぱい」は森山良子の「この広い野原いっぱい」のパロディである[17]。
3. 古戦場で濡れん坊は昭和のHero
4分の7拍子の楽曲[18]。
鎌倉の海沿いは観光地として栄えているが、かつて古戦場であったという影の歴史も持ち合わせており、西岸良平による漫画「鎌倉ものがたり」の影響を受け、幻想的な鎌倉を表現している[19]。歌詞には鎌倉の極楽寺が登場している[18]。
4. 愛する女性とのすれ違い
恋愛における心のゆらぎが描かれたポップな曲調のバラード[20]。
5. 死体置場でロマンスを
サスペンス的な歌詞になっており、このころの桑田は赤川次郎などのサスペンス小説の作風に影響を受けていた[21]。
歌詞の一部が台本のト書きのような書き方になっている[2]。
6. 欲しくて欲しくてたまらない
スウィング・ジャズ風の楽曲[22]。
7. Happy Birthday
自身としては初の誕生日をテーマにした楽曲[1]。
アレンジ面ではスクリッティ・ポリッティの影響があるとされる[3]。
8. メロディ (Melody)
23枚目シングル。
本作のCMにも使われ、明石家さんまが口パクでこの歌を口ずさんだ。
9. 吉田拓郎の唄
制作当時『吉田拓郎 ONE LAST NIGHT IN つま恋』をもって引退と囁かれていた吉田拓郎を名指してのメッセージソング[1][20][23][24]。内容は桑田が吉田の音楽性に影響を受けたことに触れ[24]、そして決別するものになっている[23]。歌詞の中には「唄えぬお前に誰が酔う」「一人男が死ぬ」「フォークソングのカス」といった過激なフレーズも並んでいる[25]。
桑田はアルバムリリース当時の週刊誌のインタビューで、本楽曲制作経緯について、「レコーディング中に何か音楽雑誌見てたら、吉田拓郎が40才にして活動停止とか書いてあったわけ。本当にやめるのかやめないのかハッキリしてなかったみたいだけど、俺はやめるんじゃないかと思ったのね。で、情けなくなっちゃってさ。拓郎って俺らの世代にとっては生々しいものじゃない？ 矢沢永吉よりも、内田裕也よりも、もっと生々しいわけよ。俺たちが高校生のころ、コンサートに行くのにわざわざリーゼントにしなくても、カバン持って学生服着てればOKみたいな。吉田拓郎ってすぐそこにいるような、そういう感覚があったんだよね。それは今でも、俺の中に残ってるし。だからこそ、俺はあの人にもっとボロボロになってほしかったわけ。オフコースと同じような、こぎれいな美学で終わってほしくなかったわけ（原文ママ）。"フォークソングのカス"の意味は、今さらフォークのプリンスでもカリスマでもないでしょ、てことです。あの人は違うから、もっと生々しい。あんだけ何をやっても絵になる人いないもん、ほかに。キャンディーズの曲作ろうが、CMソングやろうが、女の子軟禁しようが（笑）（原文ママ）。日本であの人しかいないと思うんだ。確かに終身打率は低い人だと思うんだ、きっと。井上陽水とかユーミンに比べると。でもね、俺らにとっては記録そのものより大きい存在なの。長嶋茂雄なんだよね、吉田拓郎って。記憶に残る歌手だよね。だから死ぬなら死ぬで、もうガーン！とお祭りやってやんないと。親父が死んだ、バンザーイ！みたいな。そういう気持ちだったんだ」などと解説している[23]。当の吉田は1988年に引退を撤回し活躍の幅を広げていった[25]。この曲の発表後も桑田と吉田の交流は続き、桑田がそのエピソードを語ったり[26]、吉田が桑田及びサザンの才能や影響力を称えるといった良好な関係が続いている[27]。
2003年の『流石(SASが)だ真夏ツアー!』では当時肺がんの手術を受け療養していた吉田を励ます目的で歌唱され、「酔いどれ姿もいかしてた そんな男がいる」「今でもあなたの歌声が 胸を熱くさせる」など原曲とは逆に吉田を称えるフレーズが並んでいる[28]。
スージー鈴木はこの曲を『桑田お得意の「先輩ミュージシャンへのおせっかいシリーズ」の最高傑作』と評している[29]。加藤典洋は「ここで語られる『詩』には吉田の『イメージの詩』が合意されていると同時に、歌詞という意味もいささか含まれている。吉田と同様、ボブ・ディランから影響を受け、また彼から自分の身の回りの出来事を一筆書きに歌う自在さを学んだ桑田が、歌詞にそもそも無関心だった筈がない。歌詞などに『意味』などあるものか、という彼の言葉と態度は、これを彼の歌詞への無関心ならぬ関心のあり方を示すものと受けとるとき、彼の歌詞との関係をより正確に指示するものとなるのである」などと論じている[24]。
10. 鎌倉物語
ユニクロ 「Life Wear/スフレヤーンニット 散歩の途中で編」CMソング[注釈 1]。
原由子メインボーカル曲。
歌詞は鎌倉付近の情景が情緒豊かに歌われ、タイトル通り、鎌倉の地名や名所が歌詞に登場している。
原は産休中であったため、レコーディングの際は野外コンサートなどで使うレコーディング車を当時の自宅の横に付け、原が寝ているベッドまでマイクをセッティングした状態で歌入れを行った[31][2]。
2022年に発売された原のソロアルバム『婦人の肖像 (Portrait of a Lady)』に収録されている「鎌倉 On The Beach」は、本楽曲の続編をイメージして制作されている[32]。

### Disc 2
1. 顔
歌詞にある「女人瓜売僕助平（にょにんうりうりぼくすけべい）」は桑田の造語。
2. Bye Bye My Love (U are the one)
22枚目シングル。
3. Brown Cherry
日本語と英語とのダブル・ミーニングが使われている楽曲で、歌詞はエロティックな表現を用いている[33]。
4. Please!
アウトロでは、エリック・クラプトンが在籍したバンド、クリームの「Sunshine of your love」のイントロがそのまま使われている[1]。
5. 星空のビリー・ホリデイ
ジャズ・ボーカルの巨匠・ビリー・ホリデイを唄った楽曲[1]。
6. 最後の日射病
関口和之のメインボーカル曲。
7. 夕陽に別れを告げて 〜 メリーゴーランド
「中村敦夫の地球発22時」エンディングテーマ。
桑田が青春時代を過ごした鎌倉学園高等学校での思い出を唄った楽曲[1]。
メドレー形式の曲だが、「メリーゴーランド」は本アルバムのラスト曲「悲しみはメリーゴーランド」のインストが少し使われているのみである。
8. 怪物君の空
大塚製薬「オロナミンC」CMソング。
重低音やサウンドエフェクトが強調された、ハードロック調の楽曲[1]。歌詞はフォークランド紛争を下敷きにした内容とされる[34]。
9. Long-haired Lady
多重録音による輪唱が用いられ、ボーカルも低いキーが使われている[2]。
10. 悲しみはメリーゴーランド
桑田出演の三菱鉛筆『EXCEED』CMソング。
「夕陽に別れを告げて」とのメドレーで挿入されているインスト部分が形になった楽曲。
愚かな争いを国同士が繰り返し、罪なき人々が苦しむ歴史を「メリーゴーランド」に例える内容となっており、「サザン流反戦フォーク」とも評されている[34]。

## 参加ミュージシャン
- 桑田佳祐 - ボーカル、ギター、コーラス
- 大森隆志 - リードギター、コーラス
- 原由子 - キーボード、ピアノ、オルガン、アコーディオン、コーラス、ボーカル
- 関口和之 - ベース、コーラス、ボーカル
- 松田弘 - ドラムス、コーラス
- 野沢秀行 - パーカッション、コーラス
- 藤井丈司 - シンセサイザー & コンピュータ・プログラミング
- 関島雅樹 - プログラミング アシスト
- 大谷幸 - キーボード、コーラス
- EPO - コーラス、コーラスアレンジ
- イリア - コーラス、ピアノ
- 矢口博康 - サクソフォーン、クラリネット
- 包国充 - サクソフォーン
- 淵野繁男 - サクソフォーン
- 片山鉱二 - サクソフォーン
- 金城寛文 - サクソフォーン、フルート
- Jake H. Conception - サクソフォーン
- 福原まり - アコーディオン、コーラスアレンジ
- 美尾洋乃 - アコーディオン、ヴァイオリン
- 小滝満 - アコーディオン
- 渡辺等 - チェロ、ブズーキ
- 新田一郎 - トランペット
- 兼崎順一 - トランペット、フリューゲルホルン
- 吉田憲司 - トランペット
- 早川隆章 - トロンボーン
- 岩瀬富美夫 - トロンボーン
- 向井滋春 - トロンボーン
- 西山健治 - トロンボーン
- 八木正生 - ピアノ
- 鈴木重雄 - クラリネット
- 石橋雅一 - オーボエ
- 大畠條亮 - ファゴット
- 山口弘治 - ホルン
- 玉野嘉久グループ - ストリングス
- 広瀬裕美子グループ - ストリングス
- 八木のぶお - ハーモニカ
- 小林克也 & LINDA - Telephone

## ライブ映像作品
| 曲名                                   | 作品名                                                                                                  | 備考                                                                                        |
| -------------------------------------- | --- | ------------------------------------------------------------------------------------------- |
| Computer Children                      | 1998 スーパーライブ in 渚園                                                                             |                                                                                             |
| Computer Children                      | おいしい葡萄の旅ライブ –at DOME & 日本武道館-                                                           |                                                                                             |
| 真昼の情景 (このせまい野原いっぱい)    | 未収録                                                                                                  |                                                                                             |
| 古戦場で濡れん坊は昭和のHero           | LIVE TOUR 2019 “キミは見てくれが悪いんだから、アホ丸出しでマイクを握ってろ!!” だと!? ふざけるな!!       |                                                                                             |
| 愛する女性とのすれ違い                 | シークレットライブ'99 SAS 事件簿 in 歌舞伎町                                                            |                                                                                             |
| 愛する女性とのすれ違い                 | SUPER SUMMER LIVE 2013 「灼熱のマンピー!! G★スポット解禁!!」 胸熱完全版                                 |                                                                                             |
| 死体置場でロマンスを                   | 歌う日本シリーズ 1992〜1993 LIVE at YOKOHAMA ARENA 29th Dec.1992                                        |                                                                                             |
| 死体置場でロマンスを                   | おいしい葡萄の旅ライブ –at DOME & 日本武道館-                                                           | 2番のAメロの歌詞が野沢をイジる内容に変更されている。                                        |
| 欲しくて欲しくてたまらない             | LIVE TOUR 2019 “キミは見てくれが悪いんだから、アホ丸出しでマイクを握ってろ!!” だと!? ふざけるな!!       |                                                                                             |
| Happy Birthday                         | おいしい葡萄の旅ライブ –at DOME & 日本武道館-                                                           |                                                                                             |
| メロディ (Melody)                      | →「 メロディ (Melody)#ライブ映像作品 」を参照                                                           |                                                                                             |
| 吉田拓郎の唄                           | SUMMER LIVE 2003「流石だスペシャルボックス」胸いっぱいの “LIVE in 沖縄” & 愛と情熱の “真夏ツアー完全版” | 歌詞が当時闘病中だった吉田を称える内容に大幅に変更されている。                              |
| 鎌倉物語                               | ホタル・カリフォルニア                                                                                  |                                                                                             |
| 鎌倉物語                               | スペシャルライブ2023 「婦人の肖像 (Portrait of a Lady)」 at 鎌倉芸術館                                  | 原由子ソロ名義の作品。                                                                      |
| 顔                                     | 真夏の大感謝祭 LIVE                                                                                     |                                                                                             |
| 顔                                     | おいしい葡萄の旅ライブ –at DOME & 日本武道館-                                                           |                                                                                             |
| Bye Bye My Love (U are the one)        | →「 Bye Bye My Love (U are the one) § ライブ映像作品 」を参照                                           |                                                                                             |
| Brown Cherry                           | 未収録                                                                                                  |                                                                                             |
| Please!                                | 未収録                                                                                                  |                                                                                             |
| 星空のビリー・ホリデイ                 | 未収録                                                                                                  |                                                                                             |
| 最後の日射病                           | 未収録                                                                                                  |                                                                                             |
| 夕陽に別れを告げて 〜 メリーゴーランド | ホタル・カリフォルニア                                                                                  |                                                                                             |
| 夕陽に別れを告げて 〜 メリーゴーランド | 1998 スーパーライブ in 渚園                                                                             |                                                                                             |
| 夕陽に別れを告げて 〜 メリーゴーランド | SUMMER LIVE 2003「流石だスペシャルボックス」胸いっぱいの “LIVE in 沖縄” & 愛と情熱の “真夏ツアー完全版” |                                                                                             |
| 夕陽に別れを告げて 〜 メリーゴーランド | 真夏の大感謝祭 LIVE                                                                                     |                                                                                             |
| 夕陽に別れを告げて 〜 メリーゴーランド | 桑田佳祐の音楽寅さん 〜MUSIC TIGER〜 あいなめBOX                                                        | 桑田佳祐ソロ名義の作品。特典映像DISC「サザンオールスターズ SPECIAL LIVE IN 建長寺」に収録。 |
| 怪物君の空                             | 未収録                                                                                                  |                                                                                             |
| Long-haired Lady                       | 未収録                                                                                                  |                                                                                             |
| 悲しみはメリーゴーランド               | すべての歌に懺悔しな!! -桑田佳祐 LIVE TOUR '94-                                                         | 桑田佳祐ソロ名義の作品。ロック調にアレンジされている。                                      |